# Plecopterodes clytie
Plecopterodes clytie är en fjärilsart som beskrevs av M.Gaede 1936. Plecopterodes clytie ingår i släktet Plecopterodes och familjen nattflyn. Inga underarter finns listade i Catalogue of Life.